# Aulacopone relicta
Aulacopone relicta is een mierensoort uit de onderfamilie van de Heteroponerinae. De wetenschappelijke naam van de soort is voor het eerst geldig gepubliceerd in 1930 door Arnoldi.